# القناة 7 (تايلاند)
القناة 7 (بالإنجليزية: Channel 7) هي قناة أخبار وترفيه ودراما، تابعة لشبكة الجيش الملكي التايلاندي. تأسست في 27 نوفمبر 1967 ، تبث على الرقم 35 عبر الإشارات الرقمية.